# Mellanöstern
|  | Karta över Mellanösterns historiska och arkeologiska område |

|  | Ytterligare område som ingår i begreppet Mellanöstern |

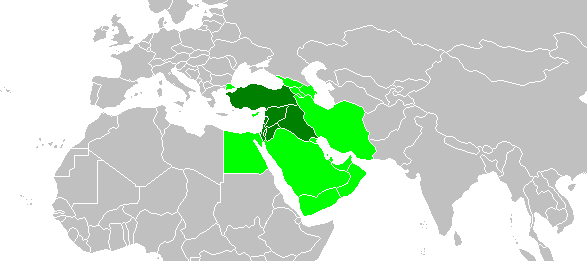

Mellanöstern eller Mellersta Östern (arabiska: الشرق الأوسط, persiska: خاورمیانه Khāvar-e miāne, hebreiska: המזרח התיכון, syriska: ܡܕܢܚܐ ܡܨܥܝܐ, kurdiska: Rojhilata Navîn Rojhelatî Nawend خۆرهەڵاتی ناوەڕاست, turkiska: Orta Doğu, engelska: The Middle East), även Orienten eller Främre Orienten, är ett ursprungligen europeiskt namn på ett icke exakt preciserat område i Sydvästasien och Nordafrika, bestående av länderna på den Arabiska halvön (Saudiarabien, Jemen, Oman, Förenade arabemiraten, Qatar, Bahrain och Kuwait) samt Syrien, Libanon, Israel, Palestinska områden, Egypten, Jordanien, Irak och Iran. Ibland räknar man även med Turkiet, Kaukasusområdet (Armenien, Georgien, Azerbajdzjan och ryska områden av Kaukasus), Afghanistan och/eller ett antal nordafrikanska stater förutom Egypten (till exempel Libyen, Somalia och Sudan).
Två historiskt viktiga områden är Stor-Iran och Bördiga halvmånen.
I Mellanöstern uppstod de allra tidigaste mänskliga civilisationerna och området har sedan dess spelat en central roll i världshistorien. Dess centrala roll kommer i hög grad från dess placering mellan Afrika, Europa och Asien, samt att fyra världsreligioner (judendom, kristendom, islam och bahá'í) såg sin början i Mellanöstern, men området är nu till över 95 procent befolkat av muslimer. Mellanöstern domineras av ett ökenklimat, med omfattande värme och ett torrt landskap. Det frodigaste landskapet finner man kring de långa floderna som löper genom landskapet. Under 1900-talet har stora oljefyndigheter hittats i länderna kring Persiska viken, som har intensifierat det ekonomiska och politiska intresset i regionen.

## Definition
|  | Traditionell associering av begreppet Mellanöstern |

|  | G8 definition av "Greater Middle East" |

|  | Centralasien och Kaukasus (ibland associerat till "Greater Middle East") |

Termen Mellanöstern definierar endast ett historiskt och politiskt område, utan exakta landgränser. Ibland inkluderas därför även Libyen, Sudan och Cypern, på grund av dessa länders historiska och kulturella band till regionen. Termen kan sättas i relation till Fjärran östern och Centralasien, två andra delar av Asien med oklara gränser. Främre Orienten är en term som används om historiska förhållanden, och kanske mer korrekt, i ungefär samma område som Mellanöstern. Ordet "Mellanöstern" är ett uttryck för eurocentrism och är knutet till historia och politik. Begreppet har inte alls något med "öster" att göra för de miljarder människor som dels är bosatta i själva området, dels lever på Indiska subkontinenten, i Indokina, Kina, Japan, Korea, Ryssland, Filippinerna, Indonesien, Australien och övriga Oceanien. Ett korrektare geografiskt begrepp är "Sydvästasien", alternativt "Sydvästasien och Nordafrika" eller "Sydvästasien och Egypten".
Mellanösterns arabstater delas traditionellt in i Maghreb, de västra arabländerna, i Nordafrika och Mashriq, de östra arabländerna. Trots de historiska och kulturella banden räknas Turkiet (eller den turkiska halvön Mindre Asien) sällan till Mellanöstern. Det gör i regel inte heller Kaukasus och Turkmenistan och övriga centralasiatiska stater som uppstod vid Sovjetunionens fall. 
Konceptet Mellanöstern är inte knutet till det arabiska språket eller traditionellt arabiska områden. Iran och Afghanistan tillhör inte den arabiska gemenskapen eftersom de persiska och kurdiska språk som talas i dessa två länder är av indoeuropeiskt ursprung. De persisktalande och de kurdisktalande områdena räknas i stället genom sin historia till Mellanöstern. Perserriket grundade det första imperiet – från Egypten i väster till Afghanistan i öster – på 500-talet före Kristus. Politiskt finns även idag påtagliga band mellan Afghanistan och Mellanöstern. Även den icke-arabiska, icke-muslimska staten Israel hör till området, liksom bahá'í-trons världscentrum på Karmelbergets utlöpare mot Haifa i Israel.

## Historia
De tidigaste civilisationerna, Mesopotamien och forntida Egypten, uppstod längs de stora och viktiga floderna, som grundlade möjligheten till ett livskraftigt jordbruk. Detta kallades Bördiga halvmånen. Mellanöstern enades för första gången under det persiska akemeniderriket som följdes av två andra stora persiska dynastier: parther och sassanider. Perserriket präglades under dessa kungahus av en hög grad av kulturell och religiös tolerans. 
Perserna frigjorde sig på 900-talet från det muslimska kalifatet vilket innebar en renässans för iransk kultur. Senare skulle seljukerna och mongolerna under en period komma att dominera regionen.
Först under det arabiska kalifatet på medeltiden blev Mellanöstern förenat inom sin egen region av den islamiska religionen som införde diskriminerande lagar mot icke-muslimer (särskilt zoroastrier som inte räknades som bokens folk). Denna period skulle komma till att konsolidera regionen och skapa den etniska identitet som lever kvar än i dag. Under denna perioden gjordes stora vetenskapliga upptäckter för vad som senare blev grundpelarna i flera vetenskapliga discipliner.
De vetenskapliga framstegen inom medicin, botanik, arkitektur, optik, mekanik, astronomi, kartografi med flera kom att bana vägen för den europeiska renässansen och upplysningstiden. 

### Nya arabstater efter första världskriget
Det moderna Mellanöstern uppstod när det osmanska väldet i Mellanöstern bröts genom första världskriget. I juni 1916 förklarade sig emiren i Mecka, Hussein ibn Ali, självständig och erkändes som kung av Hedjaz. Kort före krigsslutet 1918 intog arabiska trupper Damaskus, och Husseins son Faisal insattes som Syriens härskare. På San Remokonferensen 1920 fastställdes, att Irak och Syrien skulle som mandatområden underställas England respektive Frankrike. Faisal fördrevs av franska trupper från Damaskus, men 1921 valdes han till kung av Irak, som 1932 erhöll självständighet. Syrien och Libanon erkändes som självständiga 1941.
Transjordanien blev autonomt emirat med Faisals bror Abdullah som emir. Efter andra världskriget gavs Transjordanien självständighet och ändrade namn till Jordanien. 
På Arabiska halvön utbröt krig mellan kung Hussein ibn Ali och emir Abdul Aziz av Najd och Hussein fördrevs 1924. Abdul-Aziz införlivade 1926 Hedjaz med sitt rike och lät 1932 utropa sig till kung över Saudiarabien.
När osmanerna lämnade norra Jemen 1918 övergick makten till en av de lokala ledarna för motståndet mot Osmanska riket, Imam Yahya, som där bildade Kungariket Jemen.

### Efter andra världskriget
Viktiga inslag i efterkrigsperioden, som många av dagens problem i Mellanöstern härrör ifrån, är etablerandet av Israel (1948) och avkolonialiseringen från Frankrike och Storbritannien. Intresset för Mellanöstern fick en pånyttfödelse efter att stora oljefyndigheter hittades i regionen.
Under kalla kriget blev Mellanöstern precis som många andra regioner ombud i konflikter mellan Sovjetunionen och USA, som båda försökte utöva inflytande i regionens länder. Mellanöstern hade ur stormakternas aspekt ett viktigt strategiskt läge, samt stora oljefyndigheter. Olja som under senare delen av 1900-talet har fått en alltmer viktig aspekt inom politiken och ekonomin. Oljans roll kom att kulminera i oljekrisen 1973. Under 1900- och 2000-talet har regionen både upplevt perioder med tolerans och fred, samt perioder med konflikter och krig. Aktuella konflikter och oroligheter är Irakkriget, Israel-Palestina-konflikten och Irans kärnkraftsprogram samt en mer eller mindre outtalad negativ syn på Väst, framför allt på USA, i muslimska delar av Mellanöstern.

## Geografi

### Klimat
Klimatet i Mellanöstern domineras av ökenklimat, hetta och torka under långa perioder vilket lämnar ett kargt och torrt landskap efter sig. Det torra klimatet bidrar till bristen på vatten, som även påverkas av en ökad befolkning, miljöförstörelse och att vattendrag blir salta. De största floderna är Nilen, Eufrat och Tigris som genom historien har bidragit till ett frodigt och livskraftigt landskap i den i övrigt torra regionen.

### Topografi
De mest omfattande bergssystemen i Mellanöstern finns i Turkiet, Iran och Jemen. I bergskedjorna rinner de största floderna upp och är de den viktigaste källan för sötvatten.
I Turkiet ligger den Antaloniska platån som omges av bergskedjorna Taurusbergen och Pontiska bergen. Den högsta bergstoppen i Turkiet är Ararat med 5 165 m ö.h.
Zagrosbergen ligger i Iran, längs gränsen till Irak. Den centrala platån i Iran delar två dräneringssystem (båda saltsjöar). Den norra är Dash-e Kavir (stora saltöknen) och Dash-e-Lut ligger i söder. 
I Jemen når bergen över 3 700 m ö.h. på sina ställen och norröver bildas ett högland som följer Röda havets kust ända upp till Libanon. Längs Röda havets kust finns förkastningar som skapat raviner och dalar som ligger långt under havsnivå. På gränsen mellan Västbanken, Israel och Jordanien ligger Döda havet. Döda havet är en saltsjö som ligger 418 meter under havsnivån, vilket gör den till den lägsta punkten man kan nå på land.
Ett stort lågland sträcker sig över den Arabiska halvön, från centrala Irak genom Saudiarabien till Oman och Arabiska havet. Eufrat och Tigris skär genom låglandet i Irak och mynnar ut i Persiska viken. Rub al-Khali, världens största sandöken, sträcker sig genom den södra tredjedelen av Saudiarabien, delar av Oman, Förenade arabemiraten och Jemen. Jebel al Akhdar är en mindre bergskedja i nordöstra Oman och gränsar till Omanviken.

### Geologi
Tre tektoniska plattor möts i Mellanöstern, den afrikanska, den eurasiska och den arabiska. En tektonisk gräns går längs Gibraltar – Azorerna, längs norra Afrika via Röda havet in i Iran. Den arabiska plattan rör sig in mot den antaloniska plattan (Turkiet). Där bergskedjorna och plattorna möts har seismologisk aktivitet uppstått.

## Styre och politik
Mellanöstern (äv. Nordafrika) domineras av auktoritära styren och låg politisk frihet. Enligt The Economist demokratiindex från 2016 är Israel den enda demokratin i området. Georgien, Turkiet, Libanon och Irak klassas som hybridregimer (delvis fria). Resten av länderna är auktoritära regimer (ej fria). Av de icke fria är flera ledda av starkt islamskt influerade grupper, organisationer eller partier (ex. Saudiarabien, Iran). Den islamska influensen är starkt varierande och dominerande mellan de olika länderna. I Saudiarabien dominerar den islamska läran (västerländsk idéhistoria är förbjuden) hela det politiska och samhälleliga livet, medan Hamas i Gazaremsan är ett demokratiskt valt (över 10 år sedan nyval) parti med ett islam-baserat partiprogram men som inte respekterar mänskliga rättigheter, kränker tryck- och yttrandefriheten samt diskriminerar kvinnor.

### Konflikter
Flera av samtidens mest uppmärksammade politiska och militära konflikter utspelar sig i Mellanöstern.
- En rad krig mellan Israel och arabstater, inklusive Israel-Palestina-konflikten
- Konflikten mellan Libanon och Syrien
- Ockupationen av Irak och Kriget mot terrorismen
- Kurdistanfrågan
- Iranska revolutionen
- Arabiska våren

Bland politiska aktörer spelar Hizbollah, al-Qaida, Hamas, PLO och PKK framträdande roller.

## Ekonomi
I Mellanöstern ligger några av världens fattigaste (Gazaremsan, Jemen) och rikaste stater (Förenade arabemiraten, Saudiarabien).
Enligt Internationella valutafondens World Economic Outlooks databas (april 2008) är de tre största ekonomierna i Mellanöstern Turkiet, Saudiarabien och Iran. Per capita är Qatar, Kuwait och Förenade arabemiraten högst rankade. De lägst rankade per capita är Afghanistan, det autonomt styrda Palestina och västbanken.
Vissa länder (Förenade arabemiraten, Saudiarabien, Kuwait) grundar sin ekonomi i huvudsak på olja och industri relaterad till olja. Medan länder som Turkiet och Egypten har utvecklat en bred och varierande industri. De största och mest förekommande industrierna i Mellanöstern är oljeprodukter, jordbruksprodukter (bomull, textil, kreatur, läder-, mjölkprodukter), kirurgiska instrument, försvars- och vapenprodukter. Under senare tid har bank- och finansväsendet växt sig allt mer viktigare i vissa länder, som FAE och Bahrain.
Turistrelaterad industri förekommer i huvudsak endast i Turkiet och Egypten. Turismen hindras i hög grad av politiska oroligheter och ett ointresse från enskilda stater att utveckla turismen. Under senare år har Förenade arabemiraten, Bahrain och Jordanien blivit alltmer populära turistmål.
Regionen har en omfattande arbetslöshet, speciellt åldersgruppen 15-29, som motsvarar 30% av befolkningen. Den totala arbetslösheten i regionen var 2005 enligt International Labour Organization 13,2% och som högst bland unga med 25%. Syrien och Marocko hade som enskilda stater den högsta arbetslösheten, med 73% respektive 37%.

## Demografi

### Språk
De fem främsta språken, när det gäller antalet talare, är arabiska, persiska, turkiska, kurdiska och hebreiska.
Persiska är officiellt språk i Iran och Afghanistan men talas även av vissa grupper i Irak, Bahrain och Förenade arabemiraten.
Engelska lärs ofta och används som andraspråk, särskilt bland medel- och övre klasser, i länder som Egypten, Jordanien, Iran, Irak, Qatar, Bahrain, Förenade arabemiraten och Kuwait.

### Religion

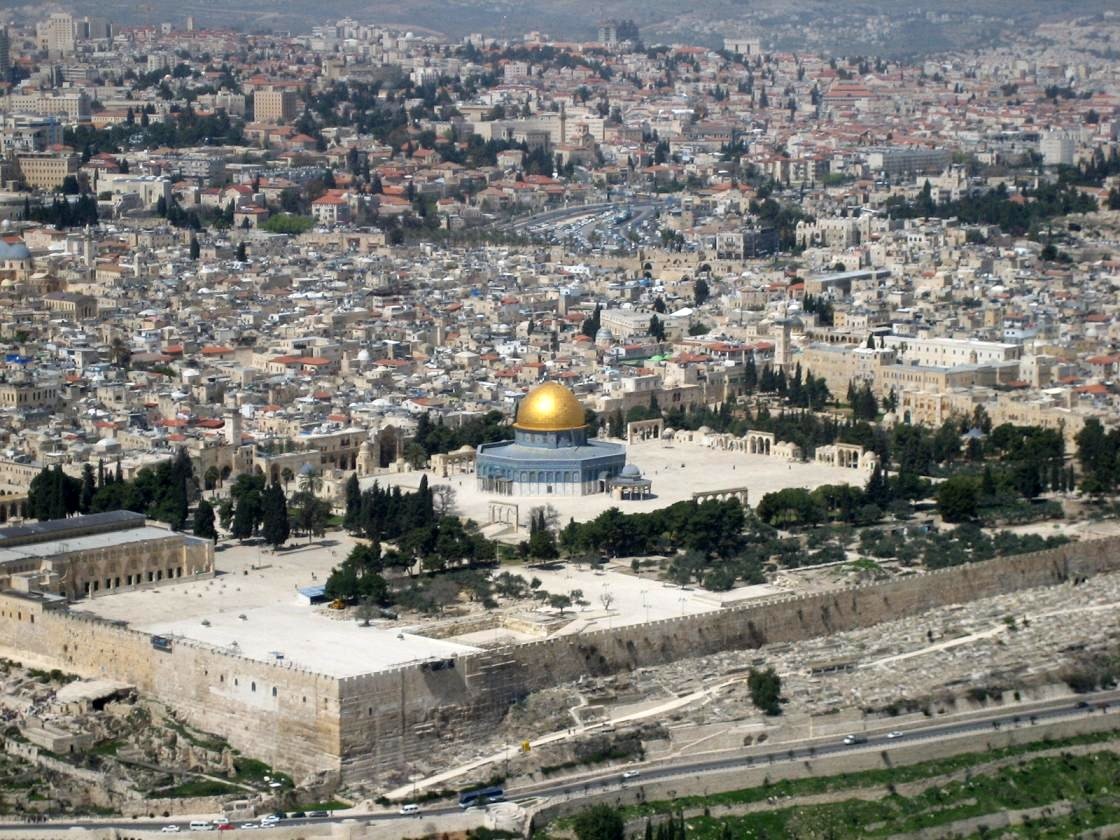
Jerusalem en av Mellanösterns viktigaste religiösa platser. Med historiska platser som Tempelberget, Västra muren, Den heliga gravens kyrka, Klippdomen och Al-Aqsamoskén

Under antiken var zoroastrismen den härskande religionen i området, särskilt i dess centrala och östra delar. Flera eldtempel uppfördes på olika håll. Ännu i våra dagar finns en liten grupp zoroastrier kvar i centrala Iran och i östra Turkiet.
Tre (kristendom, judendom, islam) av de fem världsreligionerna grundades i Mellanöstern, islam var den religion som grundades sist. Mellanöstern har sedan dess behållit en viktig och central roll, både för västerlandet, judiska och den islamiska kulturen. Genom den historiska och religiösa anknytningen ligger några av världens viktigaste religiösa platser och städer. Bland de heliga städerna kan nämnas Jerusalem och Mekka. Under tidig medeltid ledde påvedömet och den katolska kyrkan korståg mot Mellanöstern. Korstågen var inga erövringskrig utan syftet var att skydda kristna i det heliga landet och Jerusalem. Områden som erövrades av de kristna förlorades åter till araberna snart efter erövringen.